# Daruma Ringo
Daruma Ringo (達磨林檎?) è il terzo album in studio del gruppo rock giapponese Gesu no Kiwami Otome.

## Background
L'album era stato originariamente programmato per essere realizzato il 9 novembre 2016 e pubblicato il 7 dicembre 2016 su unBORDE, un'etichetta della Warner Music Japan, dopo 10 mesi dall'album precedente, Ryōseibai. Tuttavia, l'uscita dell'album è stata temporaneamente cancellata a causa dei problemi personali di Enon Kawatani. Il 31 marzo è stato annunciato che Gesu no Kiwami Otome avrebbero ripreso le loro attività e il loro album è stato pubblicato il 10 maggio.
Le canzoni dell'album sono tutte nuove.

## Tracce
Testi e musiche di Enon Kawatani.
1. シアワセ林檎 (Shiawase ringo?) – 4:29
2. 影ソング (Kage songu?) – 3:39
3. DARUMASAN – 1:41
4. 某東京 (Bō Tōkyō?) – 2:46
5. id 2 – 2:46
6. 心地艶やかに (Kokochi adeyaka ni?) – 4:50
7. 午後のハイファイ (Gogo no haifai?) – 3:46
8. いけないダンスダンスダンス (Ikenai dansudansudansu?) – 8:40
9. 勝手な青春劇 (Kattena seishun geki?) – 4:13
10. 小説家みたいなあなたになりたい (Shōsetsuka mitaina anata ni naritai?) – 4:26
11. id 3 – 3:53
12. Dancer in the Dancer – 4:27
13. ゲストーリー (Gesutōrī?) – 3:36

## Formazione
- Emon Kawatani: voce/chitarra (#3, #6, #9, #10, #11, #13)
- Kyūjitsu Kachō: basso (tranne #8)/cori/chitarra acustica (#5)
- Chan MARI: tastiere/coro
- Hona Ikoka: batteria (tranne #8, #11)/voce (#1, #8, #10, #11, #13)/cori/linee (#8)
- Ospiti:
  - Masashi Sekiguchi: violoncello (#5)
  - Yuki Nakajima: violino (#5)
- Supporto:
  - Mio Sasaki: coro (#1-#10, #12-#13)/voce (#8)
  - Etsuko (Etsuko Hattori): coro: (#1-#10, #12-#13)/voce (#8)